# 永遠の1分。
『永遠の1分。』（えいえんのいっぷん、英:1446: An Eternal Minute）は、 2022年3月4日 に全国公開された日本映画。

## キャスト
- マイケル・キダ[1]
- Awich
- ライアン・ドリース
- 毎熊克哉
- 片山萌美
- ルナ
- 渡辺裕之
- 中村優一
- アレキサンダー・ハンター
- ドン・ジョンソン
- ほりかわひろき
- 柏木佑介
- 虎牙光揮
- 宮澤佑

## スタッフ
- 監督：曽根剛[1]
- 脚本：上田慎一郎
- 音楽：鈴木伸宏、伊藤翔磨
- 制作プロデューサー：源田泰章
- エグゼクティブプロデューサー：井上裕、坂岡功士、有馬一昭、宇治重喜
- プロデューサー：奥出緑、小川貴弘、村上凌太、田中茂裕、梶原剛、中福島健斗
- 助監督：高田真幸、大川祥吾
- 監督補：犬童一利
- 撮影：曽根剛
  - 撮影助手：高橋基史
  - 監督助手：大澤真一郎
- 録音：鳥井祐樹
  - 録音助手：柴田陽一郎
- ヘアメイク：河村夏海、赤坂街子
- 衣装：萬行優
  - 衣装助手：太田翔子
- 制作担当：内藤由美
- 演出応援：國谷陽介、榎本桜
- 美術制作：源田企画株式会社
- 製作：「永遠の１分。」製作委員会
- 制作プロダクション：源田企画株式会社